# Ari-Pekka Liukkonen
Ari-Pekka Liukkonen, född 9 februari 1989 i Pieksämäki, är en finländsk simmare. Liukkonen deltog i Olympiska sommarspelen 2012. Han är finländsk rekordhållare på 50 meter frisim med tiden 22.22. 
Liukkonen är den första finländska elitidrottaren som öppet kommit ut med sin homosexualitet. Liukkonen kom ut som homosexuell för att väcka debatt om  de ryska anti-gay lagarna i samband med Olympiska vinterspelen 2014 i ryska Sotji.
Vid Europamästerskapen i simsport 2021 tog Liukkonen guld på 50 meter frisim med tiden 21,61. Vid olympiska sommarspelen 2020 i Tokyo slutade Liukkonen på 26:e plats på 50 meter frisim och på 46:e plats på 100 meter frisim.
Liukkonen kandiderar för De Gröna i europaparlamentsvalet 2024.